# قائمة أحياء الدار البيضاء

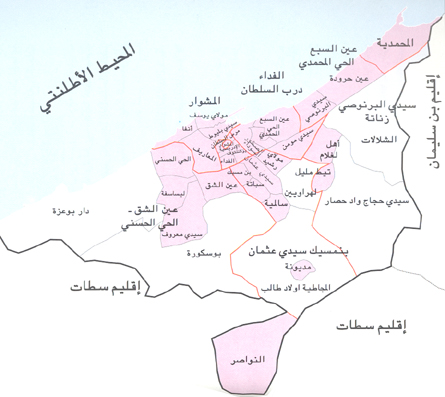
خارطة جهة الدار البيضاء الكبرى

أصبحت الدار البيضاء تشكل ما يعرف بحاضرة (الميتروبول). وتعتبر الدار البيضاء مركز نشاطات متنوعة تجعل منها الحاضرة الاقتصادية الأم على مستوى المغرب، من حيث النشاط الاقتصادي خاصة على مستوى قطاعي الصناعة والخدمات.
ورغم النمو الاقتصادي فالمدينة تعرف تناقضات كبيرة بين أحياء راقية مجهزة جيدا، لا على المستوى الأمني وعلى مستوى البنية التحتية، تسكنها طبقة ميسورة، وأحياء ناقصة التجهيز مع ضعف المستوى الأمني، من خلال ارتفاع نسبة الجريمة، تسكنها الطبقة المتوسطة وما تحت المتوسطة. وأحياء هامشية أو صفيحية تسكنها طبقة فقيرة، وتنعدم وتكثر فيها شتى المشاكل والإشكاليات الاجتماعية.
وقد عرفت مدينة الدار البيضاء موجات هجرة قروية قوية المدينة في حقبة السبعينيات إلى الثمانينيات مرورا بالتسعينيات، استقرت في بعض الأحياء الهاميشة والفقيرة كدرب سلطان ودرب الكبير وفي معظم الأحياء إضافة إلى آفة السكن العشوائي بالمدينة وماتضمه من مشاكل وآفات من داخل البنية الاحتماعية للسكن العشوائي.

## القائمة
| ا    |                | |
|      | الحي المحمدي   | الحي المحمدي هو أحد أكبر أحياء الدار البيضاء، العديد من أبنائه كانو من المقاومين الذين راحت أعمارهم دفاعها عن حريةالوطن واستقلاله، يضم الحي مقبرة الشهداء. ومن أهم أزقة الحي المحمدي نجد درب مولاي الشريف والسعادة والعنترية والتقدم والمشروع والكثير.. من بين ما يؤرخ للحي المحمدي ثقافيا أيضا مجموعة "ناس الغيوان" وهي أحد أشهر المجموعات الغنائية المغربية والإفريقية التي تبنت إحياء فنون التراث المغربي القديم.كما يزخر الحي المحمدي بموروث رياضي عريق حيث شهد الحي تأسيس فريق اتحاد البيضاوي. |
|      | الحي الحسني    | عرف الحي أكبر عملية إعادة إسكان قاطني دور الصفيح مباشرة بعد الاستقلال. حيث شرعت المصالح الادارية بالدار البيضاء في تجميع مختلف مدن الصفيح ابتداء من سنوات الأربعينات . حيث ضم حي الصفيح المرمم لدرب الجديد سنة 1957 أكثر من 15000 ساكن وجانب بعض التجهيزات والخدمات . لكن حريق متعمد دمر عدة براريك مؤقتة وأسرع من عملية إعادة التوطين. يعاني من انتشار الأسواق العشوائية. |
| بكسل | الصخور السوداء | حي الصخور السوداء يوجد بالدار البيضاء, يرجع تاريخ إنشائه إلى أيام الحماية الفرنسية للمغرب حيث كان محل استقرار العديد من البرتغاليين والإيطاليين والإسبان بالإضافة إلى عدد كبير من الفرنسيين وقد كان من أرقى أحياء المدينة في فترة كانت فيها الدار البيضاء من أجمل مدن العالم. الصخور السوداء وبلفيدير وحي السككيين أحياء كلها تابعة لجماعة الصخور السوداء وهي كلها تكوّن حي صخور السوداء الأصلي وإن كانت العديد من البنايات غير موجودة في العقود الأولى من تكوين الحي. استمد الحي اسمه من وجود صخرتين سوداويتين بارزتين في شاطئ المنطقة ومازال المكان موضع التقاء بعض صيادي السمك بالإضافة إلى بعض من يريد السباحة رغم أن معظم الشاطئ تحولت رماله إلى بناء يقفز منه محبي السباحة. كان الحي يتوفر على قاعة سنيما ومسبح وشاطئ بالإضافة إلى كازينو ومنارة ومساحات خضراء وفريق للدراجات الهوائية.                                        |
|      | حي المعاريف    | يقع ضمن مقاطعة المعاريف التي تضم 9 مقاطعات، المحسوبة إداريا على مقاطعات عمالة الدار البيضاء أنفا |
| ب    |                | |
| بكسل | برنوصي         | حي مغربي ويقع في الجزء الشمالي من منطقة الدار البيضاء الكبرى، يضم حوالي 10000 مصنع. حي البرنوصي لا يزال منطقة شعبية، يضم ملعب ومقر نادي الرشاد البرنوصي الذي يوجد بالحي. |
| بكسل | بلفدير         | بلفدير هو أحد أجمل الأحياء يقع في الدار البيضاء وينتمي لدائرة الصخور السوداء من شوارعه:شارع محمد الخامس الذي يربط محطة المسافرين بمركز المدينة وشارع إيميل زولا الذي يربط ساحة آل ياسر بشارع مولاي سليمان وشارع باحماد الذي يربط شارع بن تاشفين بشارع مولاي إسماعيل في اتجاه الرباط. في سنوات التسعينيات تم تغيير إسمه إلى اسم حي فلسطين. في الساحة الكبيرة للحي توجد ساحة سيدي محمد بها حديقة قرب محطة القطار، المسارين الذين تربط الدار البيضاء بـالرباط ومراكش، في وسط الحي توجد ما يسمى الحديقة القديمة. |
| بكسل | بورغون         | بورغون هو حي يقع قرب كورنيش الدارالبيضاء ويعود إلى عهد الحماية الفرنسية. يمتلك الحي عدة مبان دات تصنيف جيد ومقاهي فاخرة. |
| بكسل | بوسيجور        | بوسيجور هي في الاصل تجميع كلمتين فرنسيتين هما Beau و séjour وتعني "البقاء الجميل" أو الإستقرار الجميل. بوسيجور هو أحد احياء الدار البيضاء السكنية حيث جميع ازقته مسماة على أسماء الزهور. في السابق كان يقطنه الفرنسيون في الحقبة الاستعمارية. وهو أحد أقدم الأحياء في البيضاء. في يومنا هدا الحي يجمع أكبر تجمع لمصانع النسيج ويوجد فيه أيضا مصنع شركة ماكاو "MACAO" أكبر منتج للشوكولاتة والمكسرات في المغرب .الآن أصبح حيا شعبيا في طور النمو لكنه محاط باحياء جميلة وراقية المعاريف وحي السلام وعين الدياب وحي كاليفورنيا.. وأجمل شارع في الدار البيضاء شارع غاندي. ليس ببعيد تترائ لك الكورنيش وملاعب اعرق الاندية في المغرب والدار البيضاء والغريمين التقليديين الوداد البيضاوي والرجاء البيضاوي. |
| ح    |                | |
| بكسل | حي السلام      | حي السلام أو C.I.L هو حي سكني بالدارالبيضاء. تم بناء الحي في عهد الحماية الفرنسية من طرف المجموعة العقارية المركز العقاري لون شون أو "Centre Immobilier longchamp" ومنه الاسم C.I.L والآن اسمه حي السلام لكن غالبية البيضاويين يعرفونه باسمه القديم. |
| بكسل | حي الإنارة     | حي حديث يعود إلى سنوات السبعينيات، مقسم إلى جزءين الانارة 1 والانارة 2 ولهما نفس الخصائص المعمارية لكنهما مختلفان من حيث عدد السكان. الساكنة تتشكل أساسا من عائلات العمال والمستخدمين في الشركات الكبرى (كالضمان الاجتماعي والشركة الوطنية للكهرباء وشركات حكومية أخرى. حيث توجد عدة مساكن مع مساحة خضراء تضيف جمالية وهواء نقيا في الحي. في كل من الحيين يوجد مسجد وحمام عمومي ومكتب للبريد وبعض محلات البقالة. في الانارة واحد يوجد مجمع رياضس كبير به مسبح يمتلئ في أيام الصيف. |
| بكسل | حي كاليفورنيا  | كاليفورنيا هو حي راقي بجنوب الدار البيضاء في المغرب. في عام 1942م أثناء الخرب العالمية الثانية، عرف هبوط القوات الأمريكية في الدار البيضاء، وتم بناء معسكر أولاد حدو. حيث كان المناخ مشابها لمناخ كاليفورنيا بالنسبة للأمريكيين مما يفسر التسمية. يتميز الحي ممنازل فاخرة للطبقة الثرية، ولم يسلم الحي كمعظم أحياء الدار البيضاء من مشكل أحياء الصفيح. |
| بكسل | حي النخيل      | هو من أحياء مدينة الدار البيضاء يحده كل من شارع 9 أبريل وشارع عبد المومن وزنقة سمية ويقطن بهذا الحي سكان من الطبقة الميسورة، معظم مساكن الحي عبارة عن فيلات سكنية. سمي بحي النخيل لان معظم الفيلات السكنية تتاطول منها أشجار نخيل عملاقة. |
| بكسل | حي الهناء      | يقع بين الحي الحسني وحي السلام بالدار البيضاء وعين الدياب وشارع غاندي. الحي مكون من الفلات ومحدود من الجنوب بشارع سيدي عبد الرحمن ومن الشرق بشارع ابن سينا ومن الغرب بشارع عبد الكريم الخطابي. |
| د    |                | |
|      | درب السلطان    | من أقدم أحياء الدار البيضاء، وهو عمالة وحي في نفس الإطار، إلا أنه عرف موجات هجرة قروية كبيرة، خصوصا في سنوات السبعينيات والثمانينيات، أثرت في بنيته الثقافية والاجتماعية، حيث تحول مرتعا للجريمة بامتياز والإنحطاط وانتشار كافة الموبقات، بينما كان أحد رموز النهضة الثقافية والحضارية لمدينة البيضاء منذ بداية أربعينيات القرن العشرين، مستفيدا من موقعه الإستراتيجي آنذاك بالقرب من المعاهد والمدارس ودور الثقافة إبان الحقبة الإستعمارية، ورغم ذلك لازال ينتج مواهب علمية وثقافية ورياضية من بينهم مريم شديد عالمة فلك التي اعتزت بالانتماء إلى درب السلطان، كأول عالمة فلك مغربية وعربية بالمقاييس العالمية. |
| بكسل | درب غلف        | يحده كل من حي المعاريف وحي المستشفيات وحي النخيل ومقطع ولد عائشة وهو معروف خصوصا ب جوطية درب غلف من أهم أزقته زنقة المعدن وزنقة عبد الرحمان الزموري يقع هذا الحي تحت لواء عمالة مقاطعة الدارالبيضاء انفا الجماعة الحضرية المعاريف |
| بكسل | درب الكبير     | أحد أقدم احياء عمالة درب السلطان الفداء بمدينة الدار البيضاء الكبرى، كان أحد أوائل الأحياء الشعبية البيضاوية بمنطقة درب السلطان، وكان يعرف ازدهارا ثقافيا ورياضيا منذ فترة الخمسينيات إلى الستينيان والسبعينيات من القرن العشرين، حيث استفادت ساكنته من موقعه، الذي مكن الساكنة من الجمع بين أصالة الأحياء الشعبية والإطلاع على ماهو حديث ومعاصر بالقرب من الأحياء الفرنسية، من مخلفات الفترة الإستعمارية، وتجلى ذلك في المدراس والثانويات والمعاهد والمسارح ودور السينما التي كانت تحيط بالحي الصغير. بعد أزمة اقتصادية واجتماعية خانقة عرف نزوح الساكنة الأصلية وضغط مد الهجرة القروية التي عرفها المغرب في فترات متتالية، ليتحول في الأخير إلى حالة مزرية، جعلته أحد النقاط والمواقع السوداء في قائمة الأحياء المتهالكة على صعيد الدار البيضاء والمجال الحضري للمغرب ككل، ومرتعا للجريمة والموبقات الاجتماعية على مختلف أشكالها. |
| س    |                | |
| بكسل | سباتة          | يعود أصل تسمية هذا الحي الشعبي لرجل إسمه السبتي الذي كان من كبار البنائين، الذين ساهموا في تعمير هذا الحي، ويعتبر من الأحياء الشعبية حيث تسكن فيه نسبة كبيرة من الطبقة الكادحة. وهي أحد أحياء عمالة بن مسيك سيدي عثمان. من أزقتها المعروفة، حمام الفن، سويقة، شارع النيل، شارع إدريس الحارثي، شارع الداخلة، شارع وادالذهب، شارع الساقية الحمراء، جميلة، سيدي عثمان. يوجد بها مقبرة قديمة تعرف بمقبرة سباتة. وقد دفن فيها العلامة تقي الدين الهلالي. |
| بكسل | سيدي معروف     | حي تجاري جديد في مدينة الدار البيضاء، يعرف نموا سكانيا مطّردا، بفعل المشاريع السكن في المنطقة، وهذا النمو السكاني المطرد يضم في طياته تناقضات سكانية واجتماعية وعمرانية مختلفة، تتجلى بوضوح في تواجد كل أنواع مظاهر السكن في نفس الحي، بين السكن الراقي والسكن الإقتصادي والسكن العشوائي والسكن القديم المتآكل، ولازال تسرطن وانتشار أحياءالصفيح قائما وما يرافقه من إنتشار العشوائيات في النشاطات اليومية بالمجال المعني، ومن مظاهرها العربات المجرورة بالدواب وتفشي الجريمة في مواقع مختلفة. |
| بكسل | سيدي مومن      | سيدي مومن يبلغ عدد سكانه حوالي 300.000 نسمة، يعتبر أحد أكثر أحياء الدارالبيضاء هشاشة حيث يعيش معظم سكانه في دور الصفيح وترتفع فيه معدلات البطالة والفقر، حيث كان البؤرة التي خرجت منها أحداث 16 ماي الإرهابية. هناك عدة مجهودات تنموية لإخراج الحي وساكنته من العزلة والتهميش بالدار البيضاء. |
| ع    |                | |
| بكسل | عين السبع      | عين السبع حي يضم منطقة صناعية تعتبر من أقدم الأحياء الصناعية والسكنية بالمغرب، يقع في الشمال الشرقي لمدينة الدار البيضاء في المغرب.ويظم عدة أحياء منها دار لمان والأصيل وحي السمارة ودار السلامة أو الشعبي وملعب العربي الزاولي حي الأمان حي الوفاق حديقة الحيوانات وشاطيء السعادة والنحلة .... |
| بكسل | عين الشق       | عين الشق هو أحد أحياء الدار البيضاء. مساحته تبلغ 28.89 كلم². على هده المقاطعة توجد كلية الآداب والعلوم الإنسانية عين الشق. يتميز عين الشق القديم بطابع تقليدي يضم أقواسا واللون الأبيض، بمنازله القديمة الجميلة وأزقته الصغيرة، وهو حي لديه قائمة طويلة من المدارس الحكومية منها ثانوية الحسنى، ثانوية ابن زيدون، مدرسة بشار بن برد، ثانوية المصلى، ثانوية عبد الخالق طريس، اعدادية مولاي عبد الرحمان وغيرها |
|      | عين دياب       | عين دياب أو عين الذئاب هو حي ومنطقة سياحية نموذجية، تقع في جنوب غرب الدار البيضاء ويشتهر الحي بالفنادق وسياحة الكورنيش والتجهيز الجيد على مستوى البنية التحتية، ومداومة أعمال النظافة، كما يضم دارة عين الذئاب. |
| م    |                | |
| بكسل | حي للا مريم    | يصنف الحي ضمن أحياء عمالة بن مسيك سيدي عثمان. يقع حي للا مريم غرب الدار البيضاء قرب سوق الجملة المعروف بمارشي كريو الشهير، وكذلك قرب عمالة سيدي عثمان ومجزرة اللحوم الجديدة. ويبعد حي للامريم بحوالي 10 كم عن مركز المدينة المتواجد غرب البيضاء وبجواره الأسواق التجارية الكبرى بالمغرب مثل سوق الجملة للخضر والفواكه، وسوق مجازر البيضاء وكذلك سوق السمك. |
| بكسل | حي مولاي رشيد  | يقع ضمن الحدود الترابية لمقاطعة مولاي رشيد، وهي ثاني مقاطعة على صعيد العاصمة الاقتصادية الدار البيضاء بعد مقاطعة الفداء، من خلال الكثافة السكانية، حيث تأوي ما لا يقل عن 400 ألف نسمة حسب آخر إحصاء لسنة 2010. يعاني غياب البنية التحتية وتنامي ظاهرة الجريمة، وضعف التمركز الأمني مما يساعد على تنامي عنصر الجريمة، إضافة إلى غياب البنية التحتية، يسجل غياب دور الشباب، ونشاط المجتمع المدني وانعدام النظافة، وهي وصفات أضرت بشكل كبير بسمعة الحي البيضاوي. |